# 톈궁 (미사일)

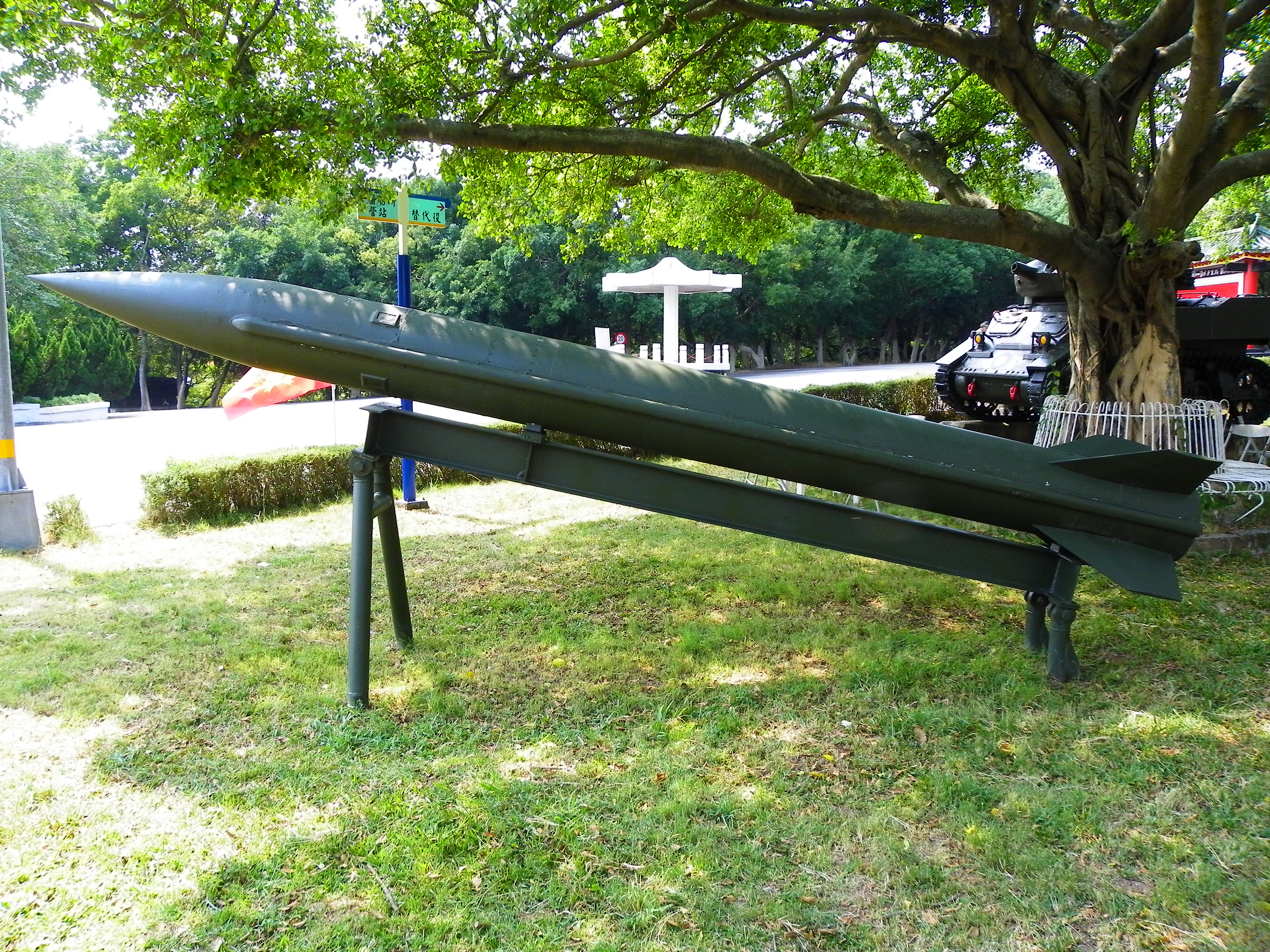

톈궁(天弓, Sky Bow)은 대만의 지대공 미사일이다.

## 역사
한국의 천궁(天弓) 지대공 미사일과 한자 이름은 같고, 발음이 다르다.

## 톈궁-1
1981년 중산과학연구원이 톈궁-1 개발을 시작했다. 1983년에 실전배치되었다. 톈궁 1호는 중국의 우주정거장이다. 혼동할 수 있다.
종말유도가 세미 액티브 레이다 유도이기 때문에, 미사일이 목표물에 근접하면 지상의 지대공 레이더가 강력한 추적 빔을 발사한다.
- 사거리: 70 km
- 실전배치: 1983년
- 유도방식: 세미 액티브 레이다 유도

## 톈궁-2
탄두중량을 줄이면 사거리 500 km가 가능하다.
- 무게: 1,135 kg
- 최고속도: 마하 4.5
- 탄두중량: 90 kg
- 사거리: 150 km
- 실전배치: 1989년
- 유도방식: X 밴드 액티브 레이다 유도

## 톈궁-3
2015년부터 2017년까지 기존의 MIM-23 호크를 톈궁-3로 교체할 것이다.
창샨 레이더는 패트리어트 PAC-3의 AN/MPQ-65 레이다와 비슷하다.
2016년 중산과학연구원은 구축함용 탄도 미사일 방어용 톈궁-3를 지상에서 시험발사했다. 미국 마크 41 VLS에 장착할 수 있다. 대만의 차기 호위함과 구축함에 사용될 것이다.
- 무게: 870 kg
- 최고속도: 마하 4.0
- 사거리: 200 km
- 유도방식: Ku 밴드 액티브 레이다 유도